# St. Lambertus (Grönebach)

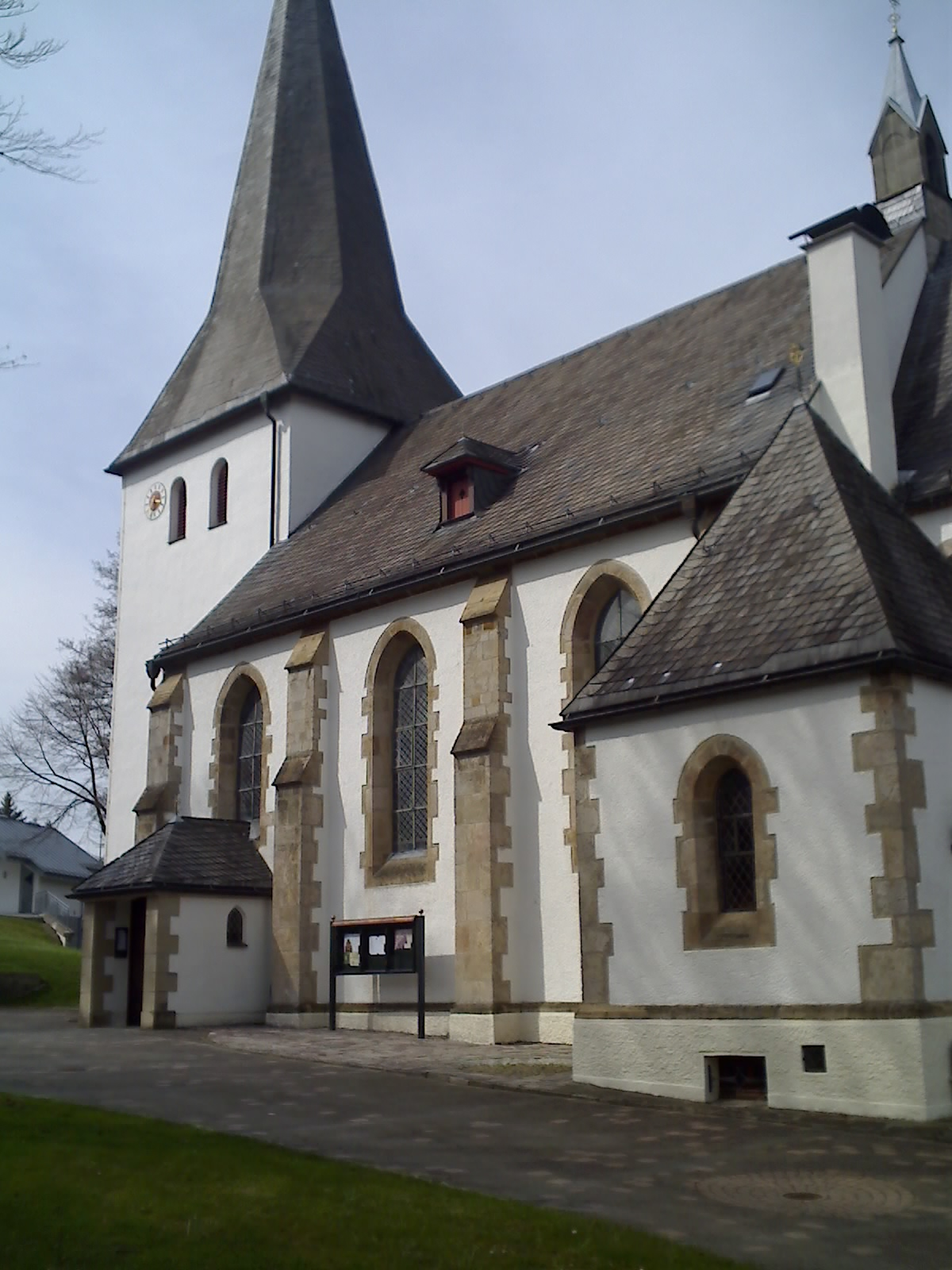
Pfarrkirche

Die St.-Lambertus-Kirche in Grönebach im Hochsauerlandkreis ist eine römisch-katholische Pfarrkirche, deren Geschichte bis ins 13. Jahrhundert zurückreicht. In ihrer jetzigen Form wurde sie im Jahr 1878 als Anbau an den erhaltenen Kirchturm errichtet. Der Kirchenheilige ist der heilige Lambertus. Das Kirchweihfest ist am 17. September. 

## Geschichte und Entwicklung

### Pfarrei
Die erste urkundliche Erwähnung der Kirche erfolgte um das Jahr 1250. In einem Verzeichnis der damals acht Gemeinden des Dekanates Medebach, dem Liber valoris aus dem Beginn des 14. Jahrhunderts, wird Grönebach an fünfter Stelle genannt.
Das Präsentationsrecht stand im 15. und 16. Jahrhundert den Herren von Büren zu. Seit 1744 war dieses Recht mit der Gemeinde Grönebach umstritten. Die Kollation lag zeitweise beim Archidiakon von Soest. 1612 hatte die adlige Familie von Gaugreben dieses Recht. Der Dechant des Dekanates Medebach, der Glindfelder Prior, nahm die Investitur des Pastors vor.
Lange Zeit umfasste die Pfarrei die Filialen Niedersfeld (bis 1893), Silbach (bis 1772) und Elkeringhausen (bis 1960). Hildfeld ist immer noch eine Filialgemeinde.
Über Jahrhunderte hin war die Pfarrei sehr arm. Zu Beginn des 15. Jahrhunderts war sie nicht besetzt. Noch im 16. Jahrhundert hatte sie nur geringe Einkünfte. Deshalb kam 1614 die letztlich nicht realisierte Idee auf, die Pfarrei aufzulösen und sie als Filialgemeinden der Pfarrei Winterberg (zumindest Grönebach, Silbach und Hildfeld) beziehungsweise Brunskappel (Niedersfeld) zuzuordnen.
Seelsorger der Gemeinde, die inzwischen zum Pfarrverbund Winterberg-Nord gehört, war bis 2019 Wilhelm Kuhne.

### Kirchengebäude
Bei einer Kirchenvisitation im Jahr 1744 wurde die Kirche als sehr alt und baufällig bezeichnet. Der zu dieser Zeit abgestützte Chor sollte nach der nächsten Visitation 1801 neu errichtet werden. 1878 wurde die heute bestehende Kirche an den alten Turm neu angebaut.
Der Kirchturm schließt sich unmittelbar westlich an das Kirchenschiff an. Er stammt noch aus dem 13. Jahrhundert. Er ist nahezu quadratisch und hat eine etwa drei Meter dicke Westwand. Die Pfarrkirche besteht heute (2008) aus einem Hauptsaal, der auf vier Säulen ruht, und zwei Seitenschiffen. Das Kirchendach ist mit Schiefer gedeckt. Die Pläne zum Kirchenbau stammten vom Paderborner Diözesanbaumeister Arnold Güldenpfennig. Die Hälfte der benötigten Finanzmittel wurde durch eine Kollekte in der damaligen Provinz Westfalen abgedeckt. 1894 wurde die neue Kirche vom Paderborner Weihbischof Augustin Gockel geweiht.

### Altäre
Der Altar stammte aus Sandstein, wurde aber nach 1945 entfernt und durch einen neuen Altar ersetzt. Der Chor ist aus demselben Sandstein wie der frühere Altar errichtet.

### Glocken
Die älteste Glocke stammt aus dem Jahr 1650 und ist der Jungfrau Maria und dem Heiligen Lambertus, dem Kirchenpatron, geweiht. 1942 musste sie zu Kriegszwecken abgegeben werden, konnte aber 1947 vom Glockenfriedhof bei Hamburg wieder zurückbekommen werden. Die zweitälteste Glocke wurde 1712 gegossen und ein Jahr später dem Heiligen Lambertus geweiht. 1972 kamen zwei weitere Glocken hinzu, von denen die eine der Heiligen Maria und die andere dem Heiligen Antonius, dem Ortspatron, geweiht ist.

### Sonstiges
Am Eingang zum Chor befinden sich Statuen der heiligen Apostel Petrus und Paulus. In der Mitte des Chores hängt eine Figur der Gottesmutter Maria aus Eichenholz, etwa 1,60 Meter hoch. Sie wurde vom Attendorner Bildhauer Peter Sasse im 18. Jahrhundert für die alte Kirche geschaffen. Am rechten Pfeiler ist eine Figur des heiligen Liborius angebracht. Im linken Seitenschiff befindet sich das Gemälde der heiligen Maria als Schmerzensmutter (um 1700). Der Taufstein stammt aus dem 17. Jahrhundert und steht am Aufgang zum Chor.

### Näheres Umfeld
1735 wurde der durch eine Bluttat entweihte Friedhof wieder geweiht. Er befindet sich immer noch in unmittelbarer Nachbarschaft des Kirchengebäudes. Er steigt südwestlich des Turms an einem Hang empor. 2002 wurde dort eine neue Friedhofskapelle eingeweiht.